# Sadigjan
Sadigjan (in azero Sadıqcan), nato Sadig Asadoglu (Şuşa, 1846 – Şuşa, 1902) è stato un musicista azero (sazanda), suonatore di tar, noto per aver sviluppato il tar azero (o tar caucasico o a 11 corde) dal tar iraniano..

## Biografia
Nacque da una famiglia di guardiani e da adolescente prese lezioni di canto ma perse la voce all'età di 18 anni. Iniziò quindi lo studio del balaban, del kamancheh e alla fine del  tar. A metà degli anni 1920 era già un noto suonatore di tar nel Caucaso meridionale e nelle regioni limitrofe. Nel 1890 fondò un ensemble musicale che comprendeva cantanti e musicisti popolari di spicco che eseguivano canzoni popolari azere, armene e georgiane.

## Sviluppo del tar azero
Durante i primi anni 1870, usò il tar iraniano tradizionale per sviluppare la nuova versione di questo strumento, che in seguito divenne noto come tar azero o tar del Caucaso. Il tar persiano ha 6 corde disposte in tre coppie. Il tar azero ha un'ulteriore corda bassa sul lato, un piolo rialzato, e di solito 2 corde a doppia risonanza tramite piccoli tasti metallici a metà del manico. Tutte queste corde sono in esecuzione accanto alle corde principali sul ponticello e sono fissate a un portacorda e al bordo della cassa di risonanza. Complessivamente il tar azero ha 11 corde e 17 toni. 
I primi suonatori di tar tenevano lo strumento poggiato sul ginocchio. Sadigjan sviluppò un nuovo sistema riducendo le dimensioni dello strumento e per la prima volta poté suonare il tar puntandolo sul torace. Il tar azero divenne un simbolo della musica azera nel XX secolo. 
Un tar si trova sul verso della banconota da 1 manat emessa nel 2006.